# Vlak (schip)
Bij vlak kan men bij schepen denken aan:
- fysiek: de meestal platte onderkant van een schip, langs beide zijden van de kiel tot de kimmen.
- meetkundig: het vlak van de grootste toegelaten diepgang — dit is een horizontaal vlak ter hoogte waar het geladen schip de maximaal toegestane diepgang heeft. Dit vlak is aan weerszijden van het vaartuig aangegeven met een aantal ijkmerken. Het nulpunt komt overeen met het vlak van inzinking van het ledige vaartuig.
- begrip: een schip met weinig zeeg.

## Vlakmeting

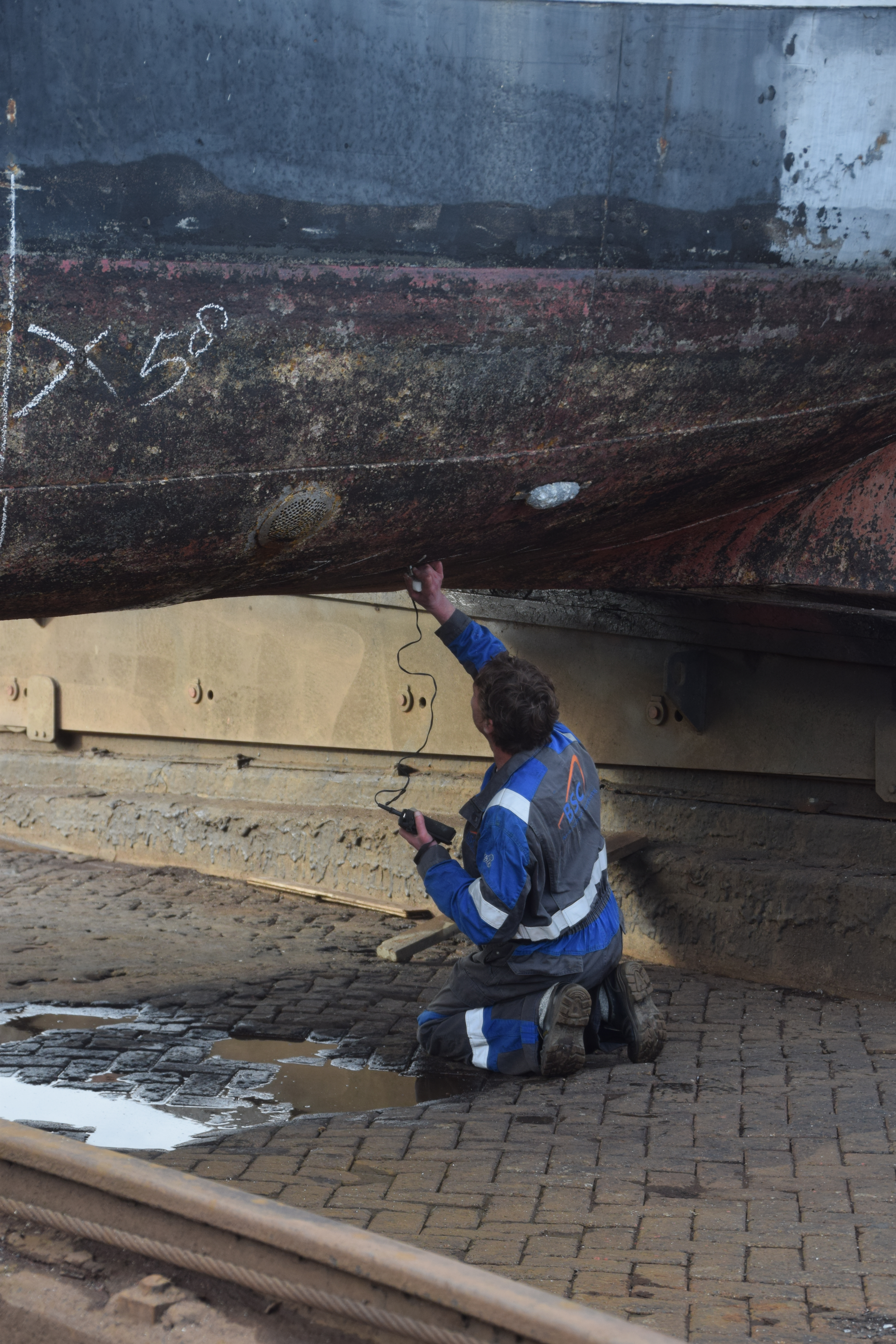
Vlakmeting

Een van de belangrijkste gegevens die bij de aankoop van een schip doorslaggevend zijn is de dikte van het vlak. Die wordt bepaald door het gebruik van het schip en de slijtage die het schip in de loop van de tijd in het gebruik heeft ondergaan. Ter zake deskundige verzekeringsmaatschappijen eisen een keuring van het vlak vóór ze een schip ten volle in de verzekering willen nemen. Er moet eerst een vlakdikterapport worden opgemaakt. Vaak wordt dit gedaan door een expertisebureau, waar de experts op de hoogte zijn van de minimale (afkeur) maten en ervaren zijn in het opzoeken van zwakke plekken. Het voordeel van het werken met zo'n expert is ook, dat die zicht heeft op de marktwaarde van het schip, waardoor de te verzekeren waarde correct kan worden vastgesteld. 
Een vlakmeting wordt gebruikelijk gedaan op de scheepshelling waar het schip voor onderhoud omhoog staat. Als blijkt dat er reparaties nodig zijn kan dat op de werf gebeuren en vaart men niet met onzekerheid rond. Eerst wordt aan de buitenkant van het schip gezocht naar de plaats van de waterdichte schotten en die worden met krijt op de romp aangegeven. Staat het schip in de regen, met vetkrijt. Daarna inspecteert de expert het vlak en de kimmen visueel en hard met een scherpe hamer. De vakkennis bepaalt waar het schip dunner kan zijn en om de halve tot hele meter scheepslengte plaatst de expert een kruis op zo'n plaats en tekent dat aan tot op de zijkant. Deze werkwijze verklaart het begrip "kloprapport" of "klopbrief", de oude term voor het moderne "inspectierapport" of "werfrapport". Vroeger werd op de plaats van het kruis een gat geboord om de plaatdikte te kunnen meten. Dat diende later weer te worden dichtgelast. Dus ook komt de oude term "boorbrief" voor. Tegenwoordig wordt de meting via ultrasoon onderzoek gedaan, vergelijkbaar met een echo zoals bij zwangerschapsonderzoek. De tijd tussen het signaal dat wordt uitgezonden en de tijd dat het weer bij de sensor is door terugkaatsing bepaalt de plaatdikte. Meestal wordt op de plaats waar de expert een kruis gezet heeft door de werf of de schipper eerst de verf weggeslepen en daarna doet de expert een lik thixotrope gel op de schone plek, plaatst de sensor van zijn meter en leest de waarde af. Die wordt ook weer met krijt (vet krijt) bij het meetpunt op de romp aangegeven.

## Klopbrief – Inspectierapport
Van de metingen wordt een tekening van het onderwaterschip gemaakt. Daarin zijn twee methoden. De eerste is een dubbele projectie van kiel tot de boeiing, de andere van alleen het vlak met beide kimmen. Hierin worden de gemeten waarden vermeld en de aangetroffen en aanbevolen dubbelingen. 

## Dubbeling
In het geval dat bij een meting blijkt dat de scheepshuid op een bepaalde plaats te dun is geworden, kan er een plaat over zo'n dunne plek in de huid heen worden gelast. Deze zorgt ervoor dat de minimaal vereiste dikte wordt bereikt. In Nederland en België wordt op die manier veel geld bespaard, omdat dan niet de gehele huid op die plaats behoeft te worden vervangen. Vooral voor oudere schepen die voor bewoning zijn ingetimmerd zou dat met grote kosten gepaard gaan. Er zijn geen gevallen bekend waarbij het dubbelen van de huid tot ongevallen heeft geleid. Desondanks zijn er voorstellen in Europees verband om het dubbelen van schepen te verbieden.

## Zie ook

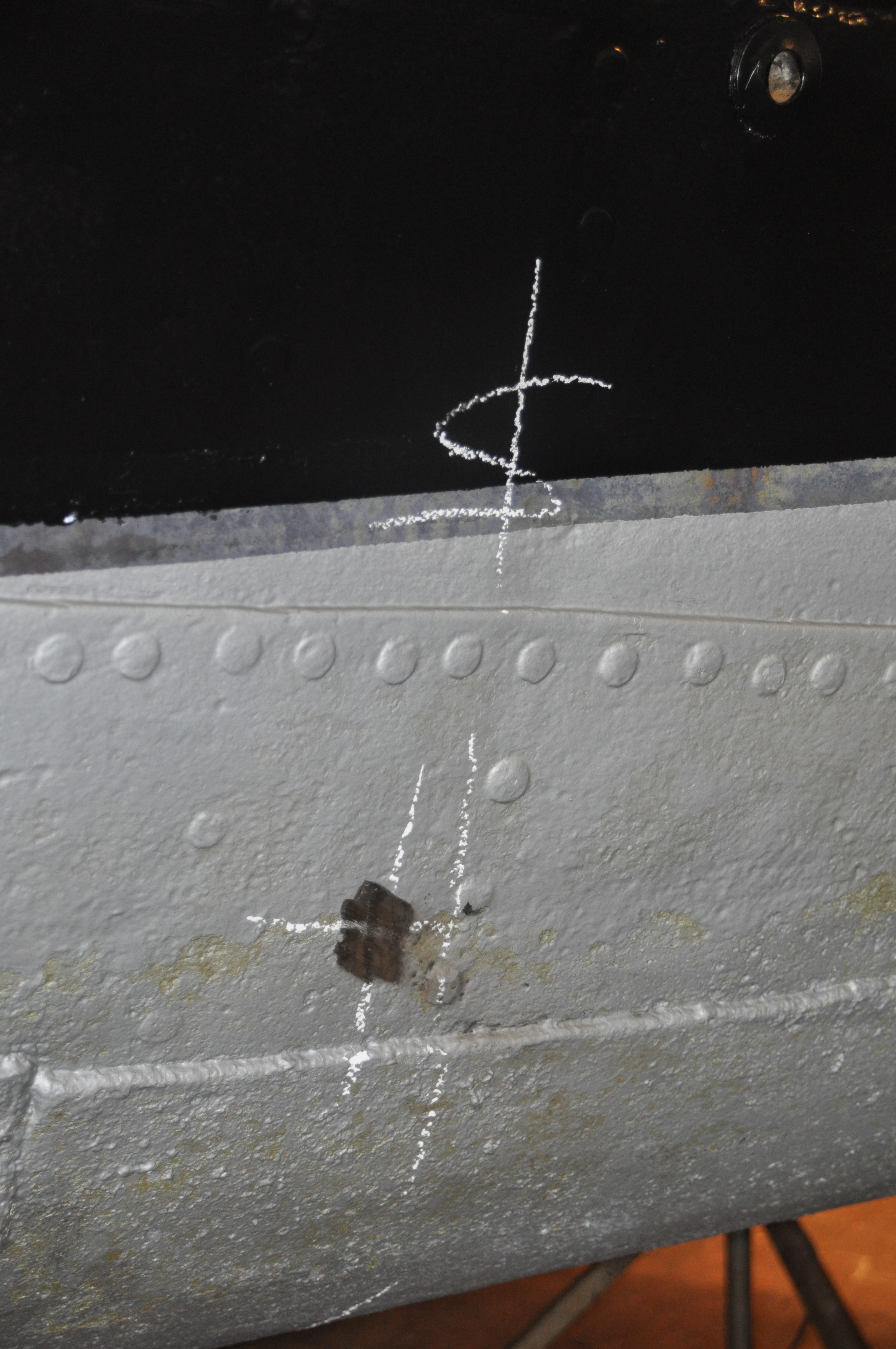
Spant en meetpunt
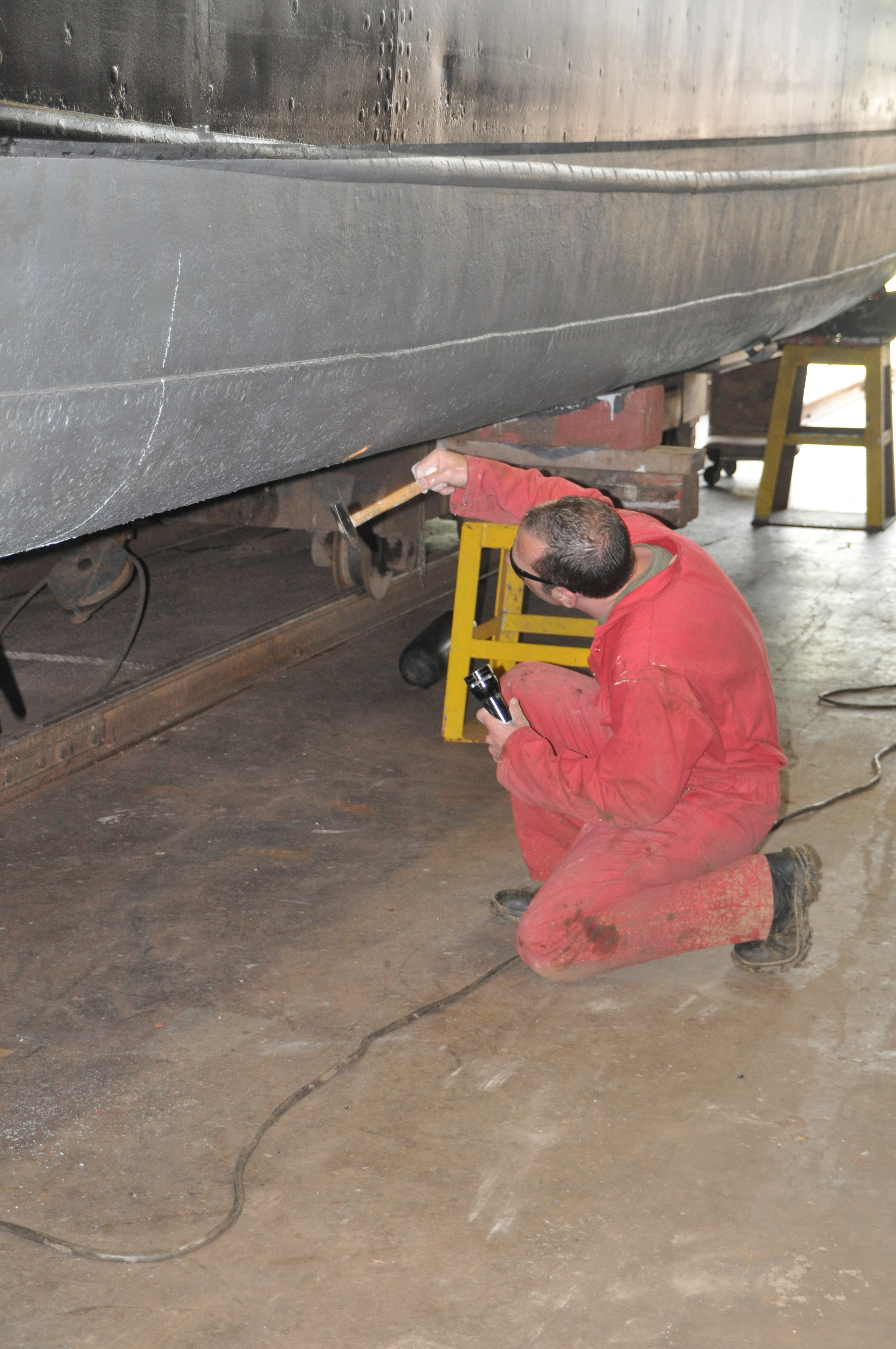
Afkloppen
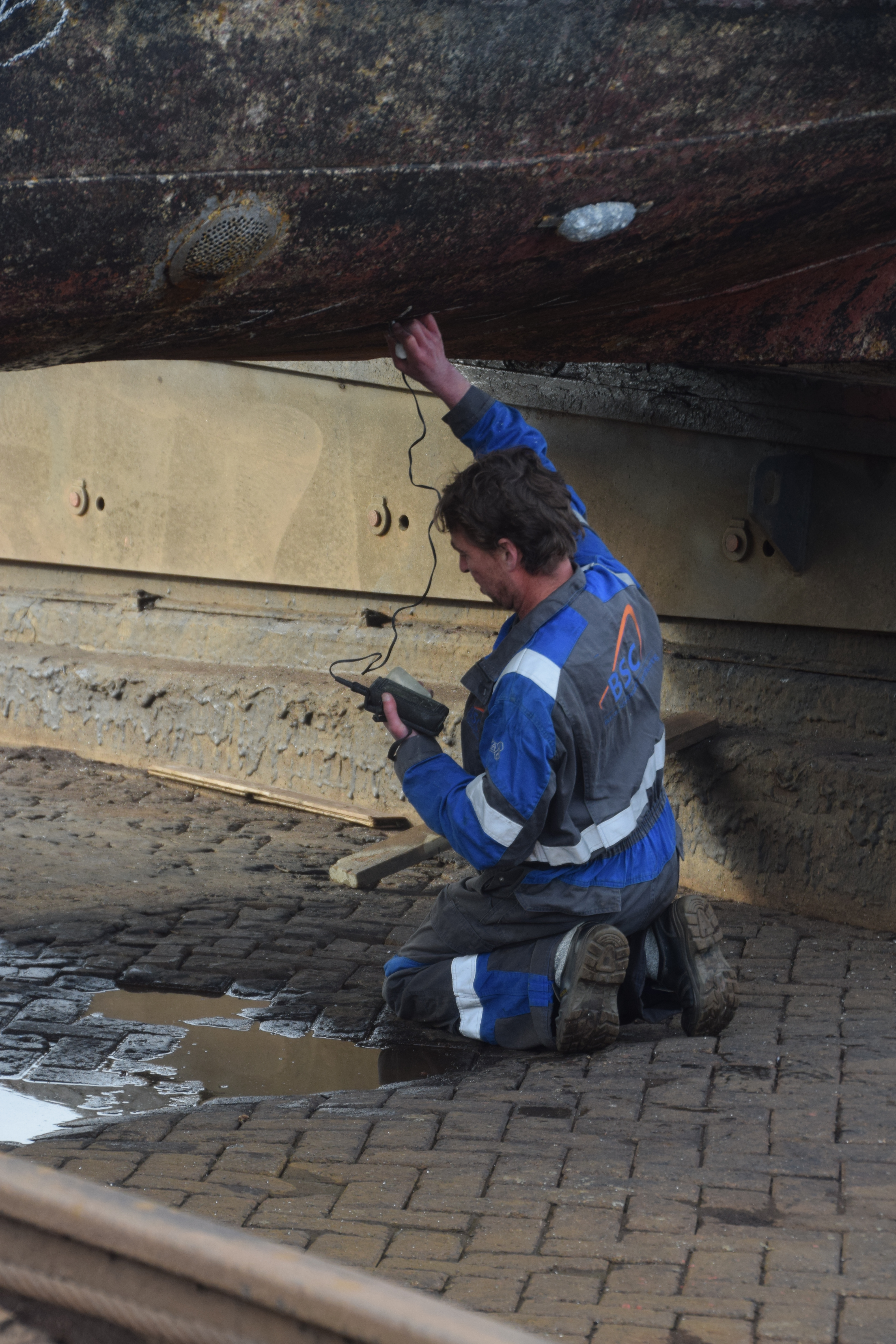
Ook de kimmen meten
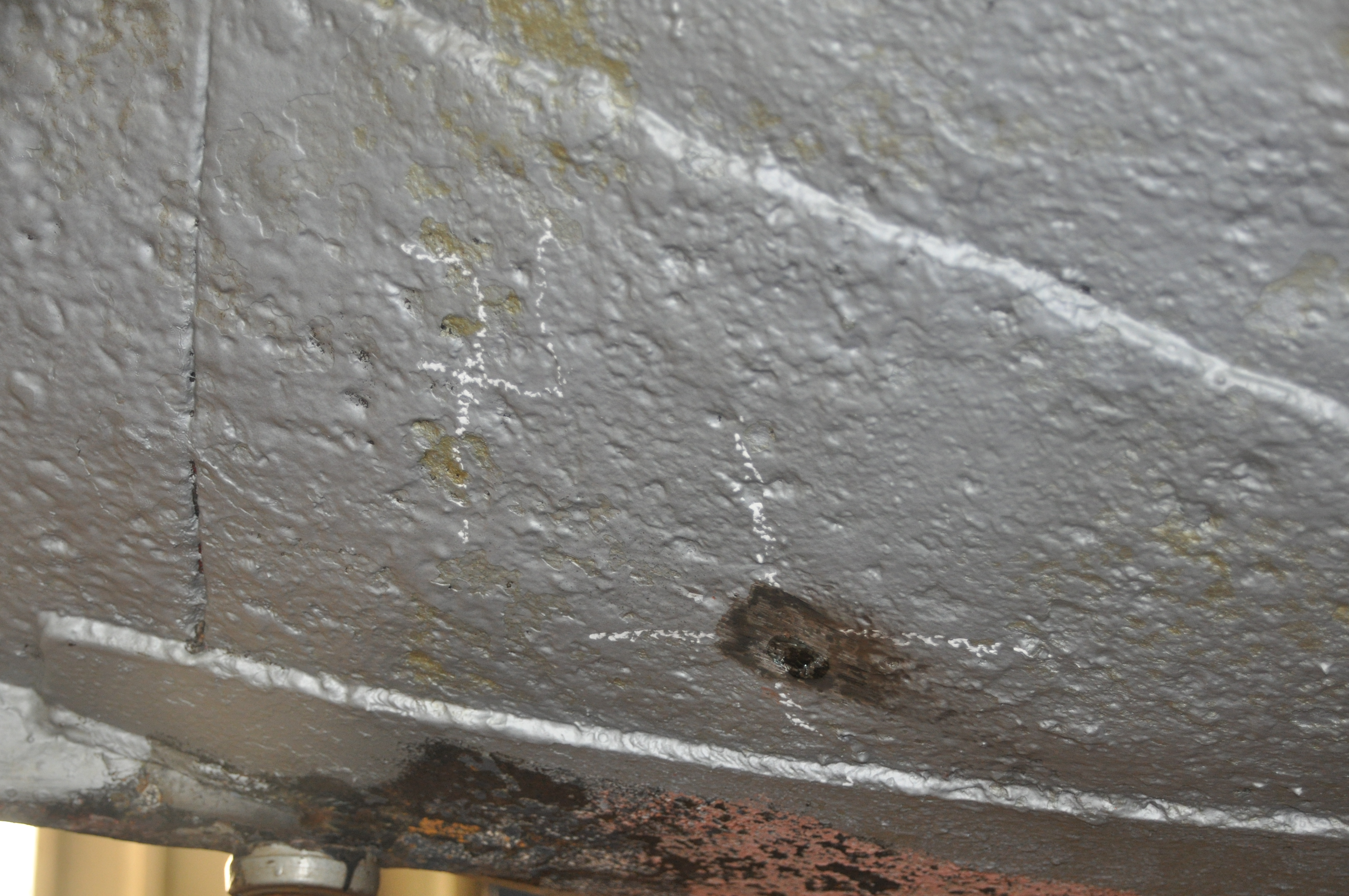
Gemeten waarde 7,1 mm
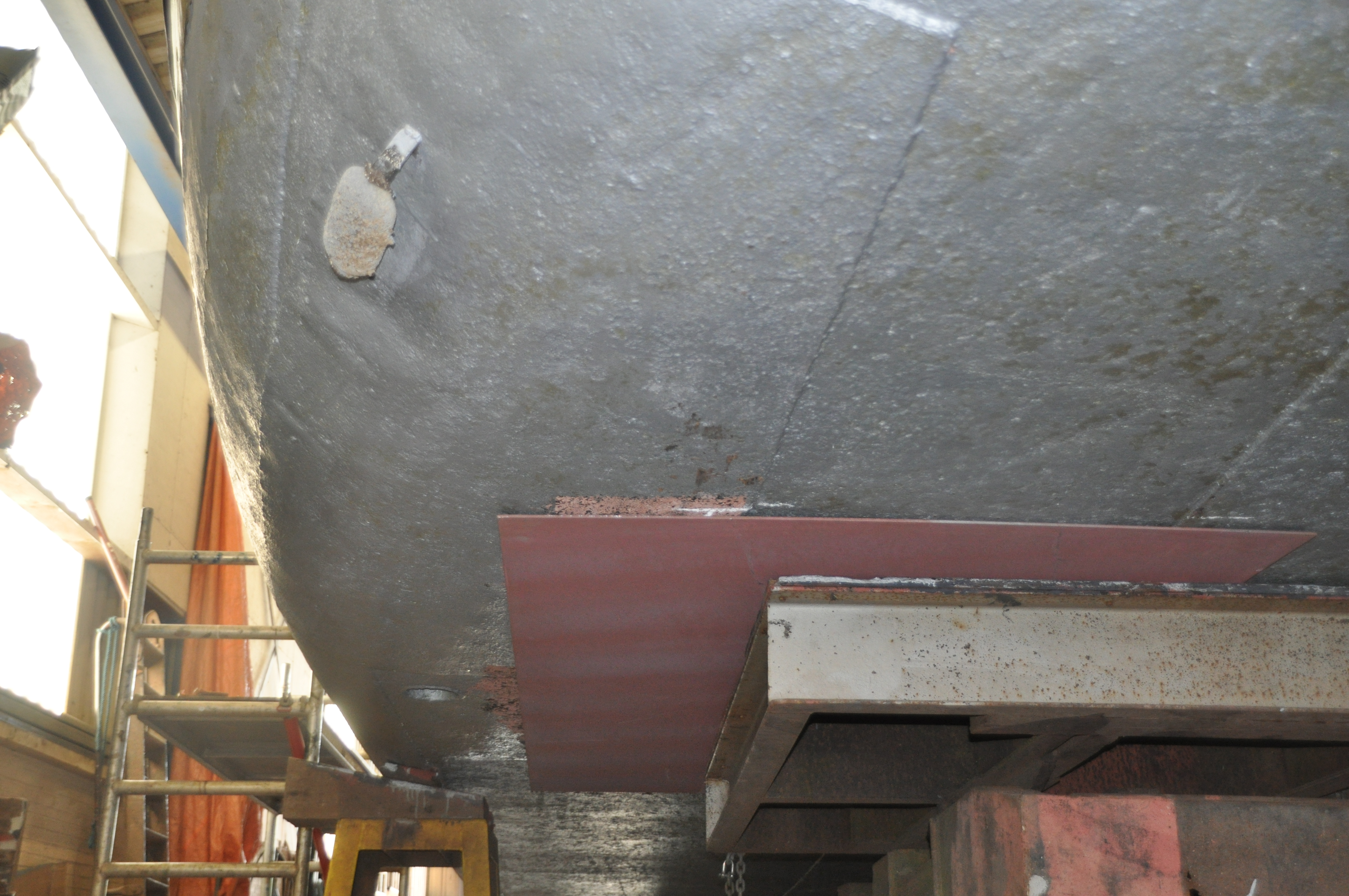
Een dubbelplaat
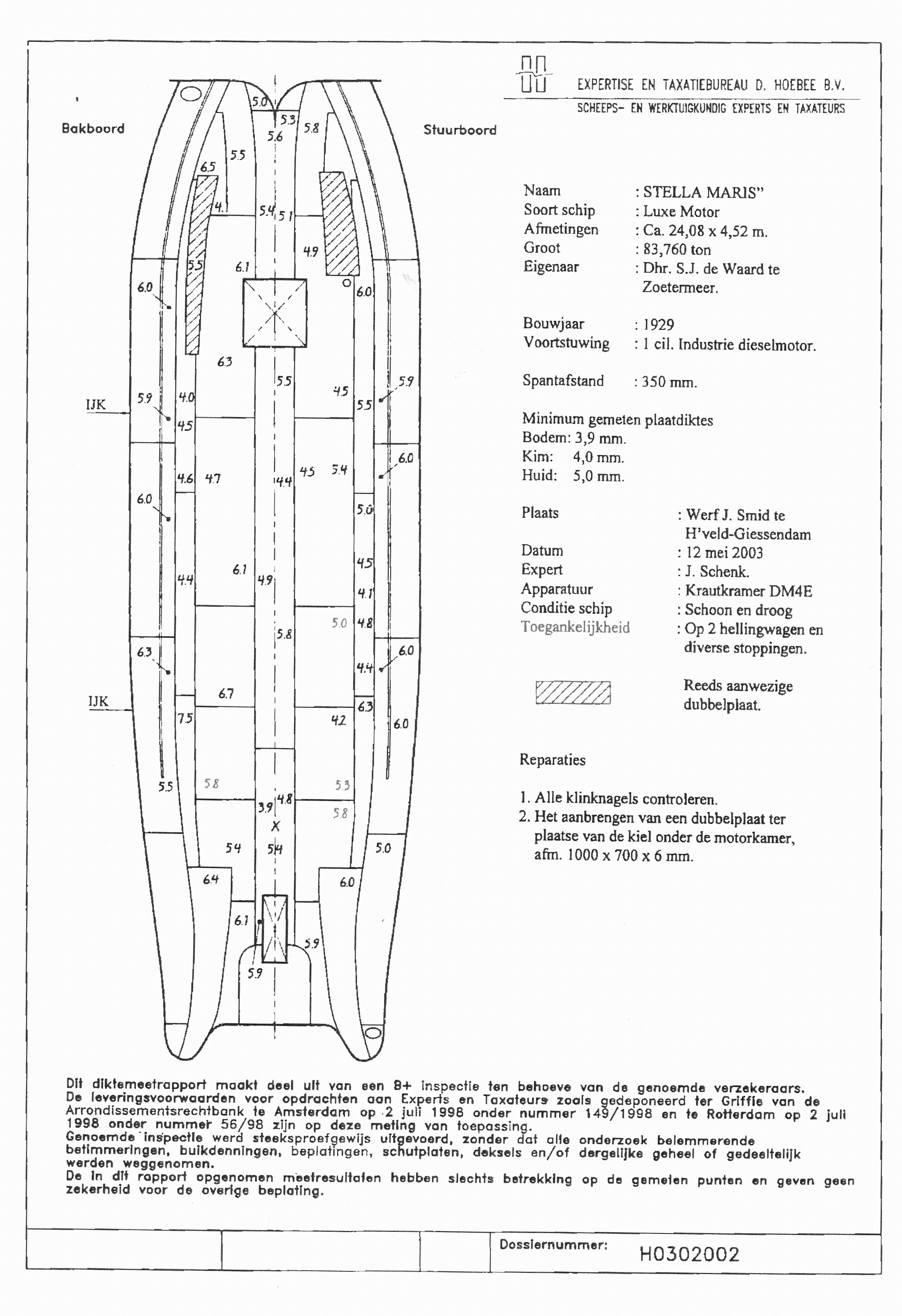
Inspectierapport